# دنیل لیسینگ
دنیل لیسینگ (انگلیسی: Daniel Lissing؛ زادهٔ ۴ اکتبر ۱۹۸۱) یک هنرپیشه و بازیگر سینما اهل استرالیا است. وی از سال ۲۰۰۶ میلادی تاکنون مشغول فعالیت بوده‌است. 
از فیلم‌ها یا برنامه‌های تلویزیونی که وی در آن نقش داشته است می‌توان به ندای دل اشاره کرد.